# Mostra de Armamento

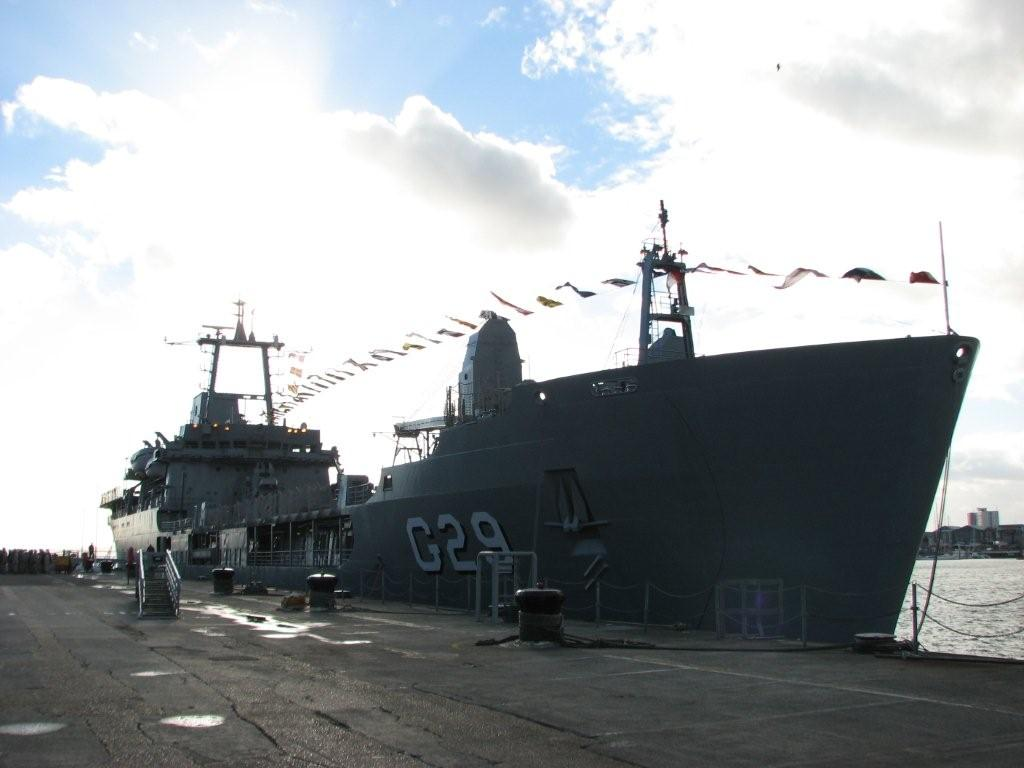
NDCC Garcia D'Avila quando incorporado à Marinha do Brasil em 2007.

Mostra de Armamento é a cerimônia naval em que o navio é incorporado ou reincorporado à sua armada. A mostra do navio refere-se ao ato de inspecionar a embarcação pelos construtores e recebedores para ver se esta está tudo em ordem e a armação ou armamento corresponde à ação de provê-lo do necessário à sua utilização, não tendo nada a ver com armas.